# Sechs Lieder (Hensel-Mendelssohn, opus 7)

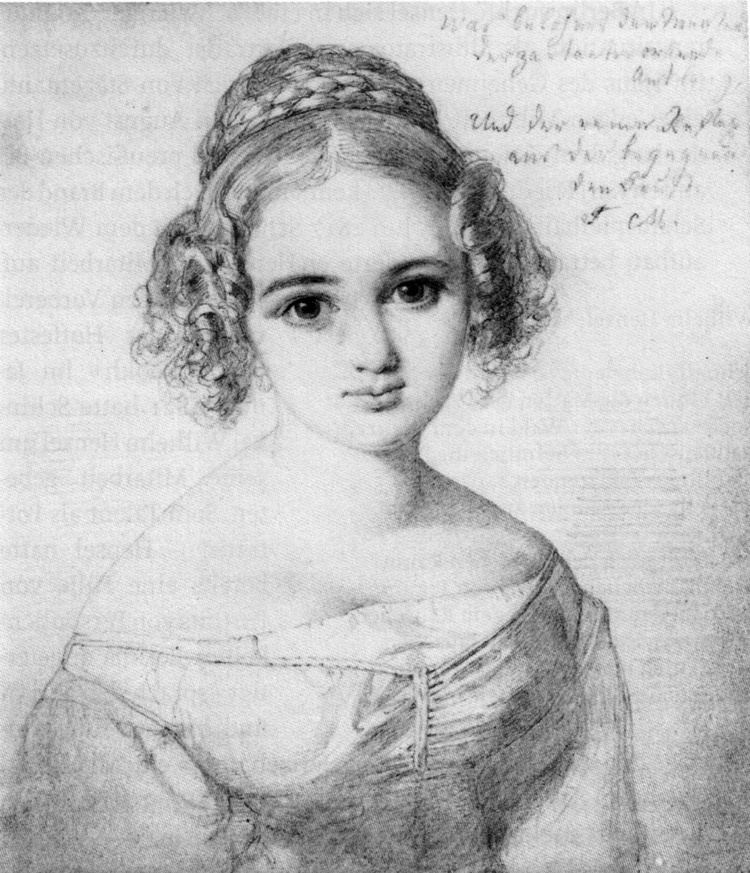
Fanny Hensael-Mendelssohn

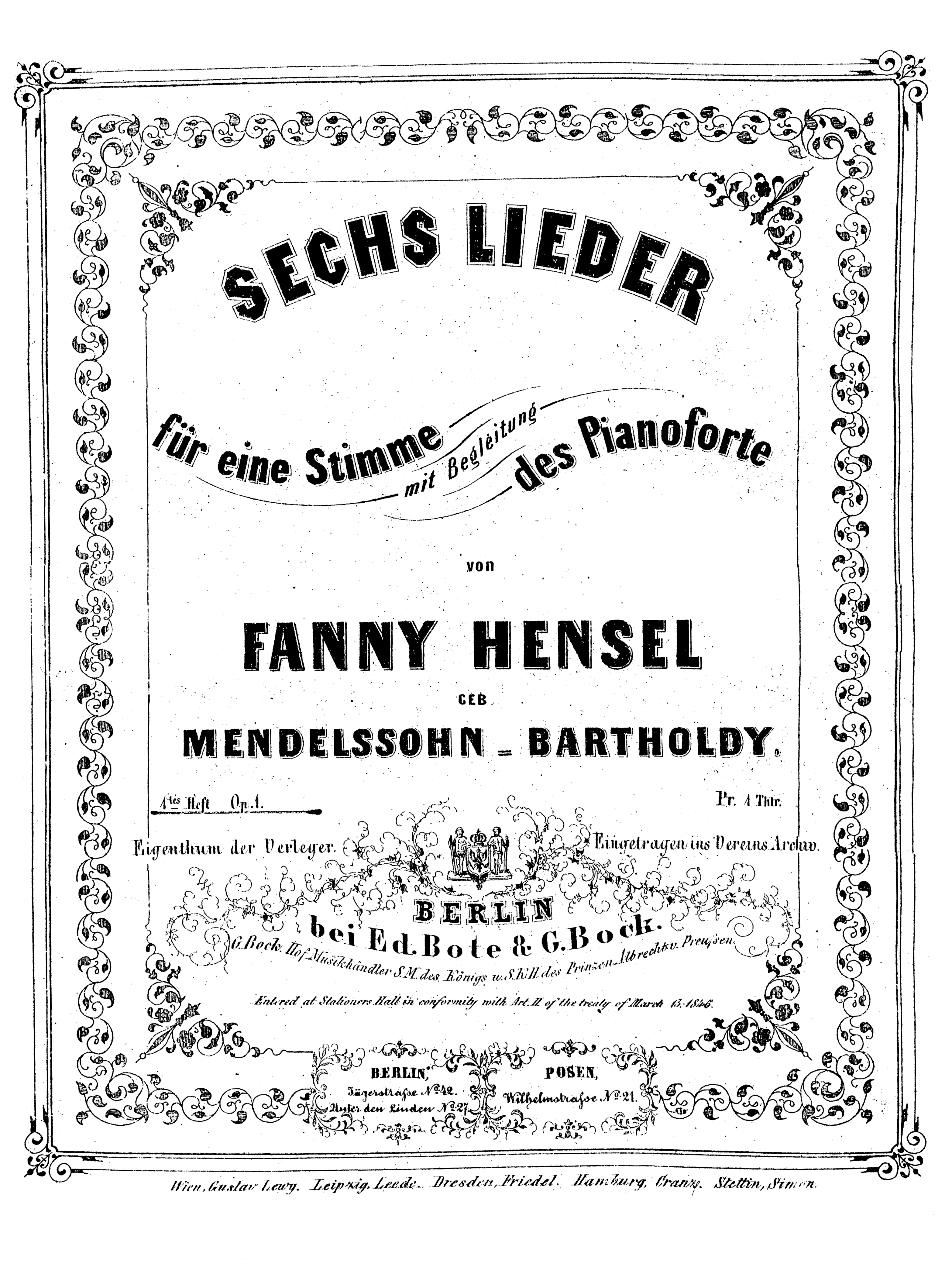
Fanny Hensel: Sechs Lieder

De Sechs Lieder opus 7 van Fanny Hensel-Mendelssohn is een postuum in 1847 uitgebrachte liederencyclus voor stem en piano. De liederen zijn gecomponeerd in de jaren 1839-1846 en zijn geschreven op basis van gedichten van Goethe, Eichendorff, Rückert en Lenau.

## Geschiedenis
Fanny Hensel schreef de liederen in de jaren 1839-1846. Een jaar na haar vroege dood in mei 1847 spande haar broer Felix Mendelssohn Bartholdy zich in om nog in hetzelfde jaar de liederen te publiceren. De cyclus werd onder haar eigen naam uitgegeven als Sechs Lieder opus 7 bij de Berlijnse uitgevers Ed. Bote&G.Bock. Felix zelf stierf nog geen half jaar later. 

## Tekst
| Nachtwanderer Ich wandre durch die stille Nacht, Da schleicht der Mond so heimlich sacht Oft aus der dunkeln Wolkenhülle, Und hin und her im Tal, Erwacht die Nachtigall Dann wieder alles grau und stille. O wunderbarer Nachtgesang, Von fern im Land der Ströme Gang, Leis Schauern in den dunkeln Bäumen -- Irrst die Gedanken mir, Mein wirres Singen hier, Ist wie ein Rufen nur aus Träumen. Joseph Karl Benedikt, Freiherr von Eichendorff (1788 - 1857), In: Taugenichts and Marmorbild, 1826, Nachtbilder (no. 1) | Nachtwandeling Ik wandel door de stille nacht, En zie de maan zo heimelijk zacht Vaak uit de donkere wolken sluipend, En her en der in ’t dal, Ontwaakt de nachtegaal Dan wordt weer alles grijs en druipend. O wonderbaarlijk nachtgezang, Van verre gaat de stroom zijn gang, Hoor ruisen in de donkere bomen – Zijn mijn gedachten vaag, Mijn zang verward en traag, ‘t Is als een roepen uit mijn dromen.                                                                                             |
| Erwin Ihr verblühet, süße Rosen, Meine Liebe trug euch nicht; Blühet, ach! dem Hoffnungslosen, Dem der Gram die Seele bricht! Jener Tage denk' ich trauernd, Als ich, Engel, an dir hing, Auf das erste Knöspchen lauernd Früh zu meinem Garten ging; Johann Wolfgang Goethe (1749-1832) In: Werke nach den vorzüglichsten Quellen revidirte Ausgabe, Dritter Theil, Gedichte, herausgegeben und mit Anmerkungen begleitet von Dr. Fr. Strehlke, Berlin, Gustav Hempel, 1868, S, 74-75 | Erwin Je verwelkt nu, zoete rozen, Zelfs mijn liefde hielp je niet; Bloei voor wie niet zijn verkozen, Die verscheurd zijn door verdriet! Aan die dagen denk ik treurend, Toen ik, engel, aan jou hing, Hoe ik ‘t eerste knopje keurde Als ik vroeg de tuin in ging. |
| Frühling Alle Blüten, alle Früchte Noch zu deinen Füßen trug Und vor deinem Angesichte Hoffnung in dem Herzen schlug. Ihr verblühet, süße Rosen, Meine Liebe trug euch nicht; Blühtet, ach! dem Hoffnungslosen, Dem der Gram die Seele bricht. Johann Wofgang Goethe (1749-1832) Werke nach den vorzüglichsten Quellen revidirte Ausgabe, Dritter Theil, Gedichte, herausgegeben und mit Anmerkungen begleitet von Dr. Fr. Strehlke, Berlin, Gustav Hempel, 1868, S. 74-75. | Lente Alle bloesem, alle vruchten Die ik jou nog heb gebracht Hoorde ik jou even zuchten ’t Gaf mijn hart weer hoop en kracht. Je verwelkt nu, zoete rozen, Zelfs mijn liefde redde niet; Bloei voor wie niet zijn verkozen, Die verscheurd zijn door verdriet! |
| Hensel: Der auf erste Knöspchen lauernd früh zu seinem Garten ging, ach der Tage denk ich trauernd, als ich Engel an dir hing. Hensel: "Hoffnung mir im" Du bist die Ruh Du bist die Ruh, Der Friede mild, Die Sehnsucht du, Und was sie stillt. Ich weihe dir Voll Lust und Schmerz Zur Wohnung hier Mein Aug' und Herz. Kehr' ein bei mir, Und schließe du Still hinter dir Die Pforten zu. Treib andern Schmerz Aus dieser Brust. Voll sey dies Herz Von deiner Lust. Dies Augenzelt Von deinem Glanz Allein erhellt, O füll' es ganz. Friedrich Rückert (1788-1866) Oestliche Rosen Drei Lesen. Leipzig: F. A. Brockhaus. 1822, S. 125-126; und in Gesammelte Gedichte von Friedrich Rückert. Vierter Band. Erlangen, Verlag von Carl Heyder. 1837, pages 107-108. | Die het eerste knopje keurend ’s Morgens vroeg de tuin in ging, Aan die dagen denk ik treurend, Toen ik engel aan jou hing. Jij bent mijn rust Je bent mijn rust, Mijn vrede mild, Mijn vuur geblust, Mijn dorst gestild. Ik zegen jou Vol vreugd en smart Je toevertrouw Mijn oog en hart. Trek in bij mij En sluit de deur Laat gaan voorbij Het aards labeur. Verdrijf de smart Uit deze borst. Vul jij mijn hart Les jij mijn dorst. Dit ogenpaar Door jou verlicht Waar ik ook staar Op jou gericht. |
| Bitte Weil' auf mir, du dunkles Auge, Übe deine ganze Macht, Ernste, milde träumerische, Unergründlich süße Nacht! Nimm mit deinem Zauberdunkel Diese Welt von hinnen mir, Daß du über meinem Leben Einsam schwebest für und für. Nicolaus Lenau (1802-1850) Sämtliche Werke, herausgegeben von G. Emil Barthel, Leipzig: Druck und Verlag von Philipp Reclam jun., [1883], S. 11. | Bede Rust op mij, jij oog zo donker, Oefen uit je hele macht, Strenge, milde dromerige, Ondoorgrondelijk zoete nacht! Houd toch met je toverdonker ’s Werelds waan van mij ver weg, Zwevend boven heel mijn leven, Mij behoedt voor zijn beleg. |
| Dein ist mein Herz Dein ist mein Herz, mein Schmerz dein eigen, Und alle Freuden, die es sprengen, Dein ist der Wald mit allen Zweigen, Den Blüten allen und Gesängen. Das Liebste, was ich mag erbeuten Mit Liedern, die mein Herz entführten, Ist mir ein Wort, daß sie dich freuten, Ein stummer Blick, daß sie dich rührten. Nikolaus Lenau (1802 - 1850) "Zueignung", in Gedichte, in 4. Viertes Buch, in Vermischte Gedichte | Jij hebt mijn hart Jij hebt mijn hart, mijn pijn jou eigen, En alle vreugden, er ontsprongen, Jij bent het bos met al zijn twijgen, De bloei en al wat is gezongen. Het liefste dat ik kan veroveren Met liederen, die mijn hart vervoeren, Is mij een woord, dat jou kan betoveren, , Een stille blik, die jou kan roeren. Vertaling August Agasi, 2022 |